# Premafin
Premafin, abbreviazione di Premafin Finanziaria Spa, è stata la holding di partecipazioni della famiglia Ligresti. Nel dicembre 2013, con efficacia dal 6 gennaio 2014, si è fusa per incorporazione, insieme a Unipol Assicurazioni e a Milano Assicurazioni, in Fondiaria Sai che è stata rinominata UnipolSai Assicurazioni S.p.A..
Premafin è stata quotata alla Borsa di Milano.

## Storia

### 1986-2011 Daholdingdi Sai a quella di Fondiaria Sai
Costituita nel 1986, negli anni successivi – attraverso l'incorporazione di varie società – acquisisce, tra l'altro, la partecipazione di controllo nella compagnia assicuratrice SAI-Società Assicuratrice Industriale e un rilevante patrimonio immobiliare. Nel 1989 viene quotata alla Borsa valori di Milano.
A seguito dell'acquisto nel 2001, da parte di SAI, del 29% di La Fondiaria Assicurazioni, con la successiva fusione delle due Compagnie, Premafin HP S.p.A. diviene l'azionista di controllo di Fondiaria Sai, capofila di numerose società attive nei settori assicurativo, finanziario, bancario, immobiliare, agricolo, dell'assistenza e dei servizi.
A fine 2011, Premafin deteneva il 26,4% del capitale di Fondiaria Sai e il 41,6% dei voti nell'Assemblea Ordinaria.

### 2012-2013 Dai Ligresti all'Unipol
Fino al 2012, Premafin era la società finanziaria controllata dalla famiglia Ligresti che ne deteneva il 77,9% del capitale ma il 71,2% dei diritti di voto di Fondiaria Sai, grazie a un patto di sindacato e a dei trust offshore solo successivamente ricondotti dalla Consob alla famiglia stessa.
Il patto di sindacato era stato stipulato tra società riconducibili a Salvatore Ligresti e ai suoi tre figli.
Il gruppo Starlife controllava il 20,2% della finanziaria tramite Sinergia Holding di Partecipazioni Spa (10,2%), controllata direttamente da Starlife SA, e Immobiliare Costruzioni IM.CO. Spa (10%), controllata da Starlife SA tramite Sinergia.
I tre figli di Salvatore Ligresti controllavano il 31% della società tramite tre holding lussemburghesi: Giulia Maria Ligresti tramite Canoe Securities SA, Gioacchino Paolo Ligresti tramite Limbo Invest SA, Jonella Ligresti tramite Hike Securities SA.
Ciascuno possedeva un 10,3% della società ma tutte le quote erano intestate alla fiduciaria Compagnia Fiduciaria Nazionale Spa.
Dopo l'aumento di capitale di Premafin, realizzato nel luglio 2012 e riservato a Unipol Gruppo Finanziario (per 339,5 milioni di euro), la holding bolognese è divenuta proprietaria dell'81%  della controllante di Fonsai (Unipol è stata esentata dall'OPA poiché l'operazione si è tradotta in un salvataggio del Gruppo Fonsai e poiché non sono stati concessi privilegi ai vecchi azionisti e amministratori). I Ligresti sono stati definitivamente estromessi con le indagini del tribunale penale di Milano (per  aggiotaggio compiuto nel 2010 con l'aiuto di Vincent Bolloré, finanziere francese) e con il fallimento di Im.Co. e Sinergia un pacchetto del 20% delle azioni Premafin è così passato nelle mani del custode penale, mentre un altro della stessa consistenza è stato sequestrato dal curatore fallimentare.

### Dal 2014 UnipolSai
Nel dicembre 2013, è stata approvata da parte delle rispettive assemblee, la fusione per incorporazione in Fondiaria Sai di Milano Assicurazioni, Unipol Assicurazioni e Premafin, rinominata UnipolSai, che è operativa dal 6 gennaio 2014 ed è quotata in Borsa e controllata da Unipol Gruppo S.p.A..
Anch'essa è quotata e detiene le partecipazioni in BPER Banca, Banca Sai, Linear, UniSalute e gli asset bancari e assicurativi.